# Villeneuve-Minervois

Villeneuve-Minervois este o comună în departamentul Aude din sudul Franței. În 1 ianuarie 2022 avea o populație de 980 de locuitori.